# System 7
System 7 [ˈsɪstəm ˈsɛvən], кодовое название при разработке — Big Bang (с англ. — «Большой взрыв»), иногда упоминается как Mac OS 7 [mæk oʊ ɛs ˈsɛvən] — проприетарная графическая операционная система для компьютеров Макинтош семейства классической Mac OS, разработанная и выпущенная американской компанией Apple в 1991 году. Преемница операционной системы System 6, на протяжении шести лет являлась рабочей ОС для «макинтошей» вплоть до выхода Mac OS 8 в 1997 году. Первоначально создавалась для компьютеров на микропроцессорах Motorola 68k, позднее была портирована на микроархитектуру PowerPC.
Основными нововведениями System 7 стали использование виртуальной памяти, возможность обмена файлами, поддержка мультимедийных технологий QuickTime и QuickDraw 3D, а также цветной пользовательский интерфейс. System 7 стала последней «яблочной» ОС, которую после покупки можно было официально устанавливать на компьютеры сторонних производителей (с тех пор это допускается только на устройствах Apple, хотя и по-прежнему осуществимо).
В общем смысле название «System 7» используется для обозначения всех мажорных версий данной ОС, начинающихся с цифры «7». При этом с выходом версии 7.6 в 1997 году Apple официально изменила название своей системы на Mac OS (впервые оно появилось на экране загрузки System 7.5.1). Финальная версия Mac OS 7.6.1 вышла в апреле 1997 года, а техническая поддержка была прекращена Apple в конце 2001 года, когда уже во всю велась разработка новой линейки Mac OS X.

## Разработка
Незадолго до выхода System 6 в марте 1988 года купертиновцы провели выездное совещание, чтобы обсудить планы по дальнейшему развитию «яблочной» ОС. Задачи были написаны на карточках: те из них, что казались довольно простыми для реализации в краткосрочной перспективе (такие, как привнесение цвета в пользовательский интерфейс), были написаны на синих карточках, долгосрочные цели (как полноценная многозадачность) — на розовых, а самые сложные (как объектно-ориентированная файловая система) — на красных. Реализация задач, изложенных в голубых и розовых карточках, должна была проходить одновременно на первых двух проектах, получивших кодовые названия «Pink» (с англ. — «розовый») и «Blue» (с англ. — «голубой»), соответственно (включая проект «Taligent»). Усилиями «синей» команды, назвавшей себя «Blue Meanies» (с англ. — «синие вреднючки») в честь героев мультфильма «Жёлтая подводная лодка», Apple намеревалась выпустить обновленную версию существующей ОС для «макинтошей» в 1990—1991 годах, а команда «розовых» должна была разработать совершенно новую ОС примерно к 1993 году.

## Переход на PowerPC

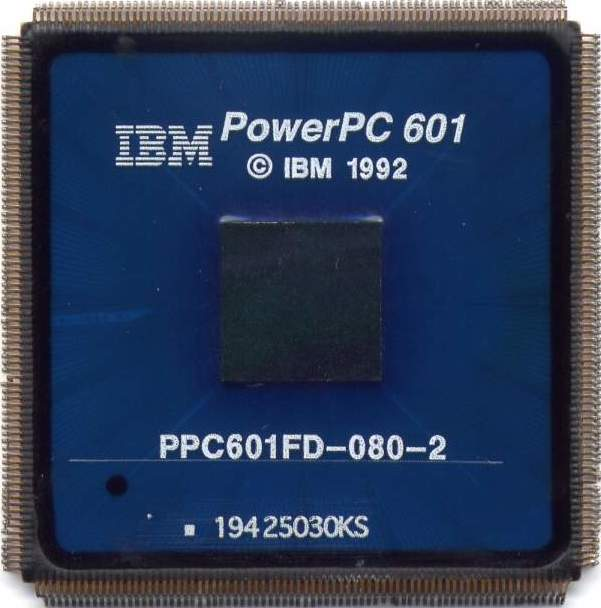
IBM PowerPC 601

К началу 1990-х годов стало очевидным то, что процессоры Motorola 68k морально устарели, и «макинтошам» требовался переход на принципиально новую архитектуру. ARM казалась интересным решением, однако на тот момент производительность процессоров на данной архитектуре была невысокой. Процессоры компании Intel были достаточно дорогими. В конечном итоге в 1991 году был образован альянс AIM, куда вошли Apple, IBM и Motorola, в результате которого появилась микроархитектура PowerPC. System 7 стала поддерживать PowerPC начиная с версии 7.1.2. Ввиду отсутствия ПО при запуске ОС загружался встроенный эмулятор 68k — без поддержки FPU и PMMU, — таким образом, возможность устанавливать A/UX была закрыта. В целях упрощения разработки нового ПО для PowerPC было написано специальное наноядро — меньшее по размеру, чем используемое микроядро. Оно запускалось с высшим приоритетом, выступало в роли слоя аппаратных абстракций и предоставляло низкоуровневые интерфейсы для обработки прерываний, исключений, управления памятью. Напрямую к нему могли обращаться только системные службы ОС и отладчик.
Первые версии классической Mac OS для PowerPC содержали довольно мало платформенно-ориентированного кода. Большинство существовавших на тот момент приложений, драйверов и бо́льшая часть Toolbox и непосредственно кода ОС запускалось в только режиме эмуляции. Предполагалось, что наноядерная архитектура поможет упросить перенес и разработку ПО под PowerPC. Аналогичным образом Apple осуществила переход с PowerPС на процессоры Intel в 2006 году.

## Возможности
- Поддержка псевдонимов.
- Поддержка механизма «Drag-and-drop».
- Поддержка языка AppleSrcipt.
- Поддержка AppleEvents.
- Публикации и подписки.
- Поддержка контурных шрифтов TrueType. До этого момента все шрифты на компьютерах Apple были растровыми.
- Цветной интерфейс ОС. System 7 стала первой ОС Apple, в которой графический интерфейс пользователя стал цветным. Такой шаг должен был сделать ОС более дружественной для пользователя. Тем не менее эта функция была опциональной: для мониторов, не способных выводить цветное изображение, интерфейс по умолчанию запускался в монохромном режиме, как в предыдущих версиях. Стоит отметить, что новое оформление получили лишь некоторые элементы интерфейса, такие как виджеты и полосы прокрутки, кнопки диалоговых окон по-прежнему оставались черно-белыми.

## Крупные обновления

### System 7.1
Обновление 7.1 было выпущено 3 августа 1992 года. Это была первая версия системного программного обеспечения, за которую Apple взимала плату.
- Добавлен System Enabler

### System 7.5
- Добавлена автономная система интерактивной справки Apple Guide[англ.];
- WindowShade[англ.];
- PowerTalk[англ.];
- Добавлен диспетчер расширений;
- Поддержка MacTCP[англ.];
- Поддержка QuickDraw GX[англ.] (преемница технологии QuickDraw);
- Поддержка OpenDoc[англ.] (альтернативы технологии OLE от Майкрософт);

## Программное обеспечение
System 7 стала первой ОС от Apple, которая стала распространяться на компакт-дисках, хотя изначально шла набором из пятнадцати дискет. В отличие от предыдущих версий, «семерка» не поставлялась в комплекте с основными пакетами ПО. Позднее в Macintosh Performa были добавлены различные пакеты программ, включая ClarisWorks, The New Grolier Multimedia Encyclopedia, Microsoft Bookshelf, Spectre VR и Power Pete.
Mac OS 7 позволял использовать различное прикладное ПО, такое как Microsoft Office 98, Adobe Photoshop 5.5 и Macromedia Dreamweaver 2 и многое другое, при этом потребляя значительно меньше оперативной памяти и системных ресурсов, чем Mac OS 8.

## История версий
| System 7         | System 7         | System 7                      | System 7                                                            | System 7                         |
| Номер версии     | Дата выпуска     | Кодовые названия              | Компьютер                                                           | Изменения                        |
| ---------------- | ---------------- | ----------------------------- | ------------------------------------------------------------------- | -------------------------------- |
| 7.0              | 31 мая 1991      | Blue, Big Bang, M80, Pleiades |                                                                     |                                  |
| 7 Tune-Up        |                  | 7-Up                          |                                                                     |                                  |
| 7.0.1            | 21 октября 1991  | Road Warrior                  | - Macintosh Quadra 700/Macintosh Quadra 900 - PowerBook 100/140/170 |                                  |
| 7.0.1            | 1991             | Beta Cheese                   |                                                                     |                                  |
| 7.1              | 3 августа 1992   | Cube-E, I Tripoli             | - Macintosh IIvx - PowerBook 180 Macintosh IIvi                     |                                  |
| 7.1 Pro          | 21 октября 1993  | Jirocho                       |                                                                     |                                  |
| 7.1.1            | 21 октября 1993  |                               | - PowerBook Duo 250/270c - PowerBook 520/540                        |                                  |
| 7.1.2            | 14 марта 1994    |                               | - Power Macintosh 6100/7100/8100                                    | Добавлена поддержка PowerPC      |
| 7.1.3            | 1994             |                               |                                                                     |                                  |
| 7.5              | 12 сентября 1994 | Mozart, Capone                | - Macintosh LC 580                                                  |                                  |
| 7.5 Update 1.0   | 23 марта 1995    | Danook                        | - Power Macintosh 6200                                              |                                  |
| 7.5.1            | 23 марта 1995    | Danook                        | - Power Macintosh 6200                                              |                                  |
| 7.5.2            | 19 июня 1995     | Marconi                       | - Power Macintosh 9500                                              |                                  |
| 7.5 Update 2.0   | января 1996      | Thag                          |                                                                     |                                  |
| 7.5.3            | 1 января 1996    | Unity                         | - Power Macintosh 5400                                              |                                  |
| 7.5.3 Revision 1 | 1996             | Buster                        |                                                                     |                                  |
| 7.5.3 Revision 2 | 11 марта 1996    | Son of Buster                 |                                                                     |                                  |
| 7.5.4            | 1996             |                               |                                                                     | [ источник не указан 1414 дней ] |
| 7.5.5            | 18 сентября 1996 |                               | - Power Macintosh 5500 - Twentieth Anniversary Macintosh            |                                  |
|                  |                  |                               |                                                                     |                                  |

| Mac OS 7     | Mac OS 7      | Mac OS 7         | Mac OS 7          | Mac OS 7  |
| Номер версии | Дата выпуска  | Кодовые названия | Компьютер         | Изменения |
| ------------ | ------------- | ---------------- | ----------------- | --------- |
| 7.6.0        | 7 января 1997 | Harmony          | - PowerBook 3400c |           |
| 7.6.1        | 7 апреля 1997 | Ides of Buster   | - PowerBook 2400c |           |
|              |               |                  |                   |           |

### Рецензии
- System 7 integrates extras as 'standard equipment' :  [англ.] / Doug and Denise Green // InfoWorld. — 1991. — 17 June. — P. 81. — ISSN 0199-6649.

### Эмуляторы
- System 7 Flash Simulation in 1-Bit Black and White  (англ.)
- System 7 Flash Simulation in Color  (англ.)
- PCE.js emulator running System 7  (англ.)